# Музейний фонд України
Музе́йний фонд Укра́їни — це сукупність рухомих пам'яток природи, матеріальної і духовної культури, які мають художнє, історичне, етнографічне та наукове значення, незалежно від їх виду, місця створення і форм власності, та зберігаються на території України, а також нерухомих пам'яток, що знаходяться в музеях України і обліковані в порядку, визначеному законом.

## Загальна характеристика
До Музейного фонду України можуть належати також пам'ятки, що розташовані за межами України і відповідно до міжнародних договорів підлягають поверненню в Україну.
Музейний фонд України складається з державної і недержавної частин.
До державної частини Музейного фонду України належать музейні зібрання та окремі пам'ятки, що є державною власністю.
Музейні колекції та музейні предмети, що знаходяться в музеях, переданих із державної власності у комунальну власність, є державною власністю і належать до державної частини Музейного фонду України. При передачі музеїв державної форми власності у комунальну власність музейні колекції та музейні предмети залишаються у державній власності і належать до державної частини Музейного фонду України. Порядок віднесення музейних колекцій та музейних предметів, а також окремих пам'яток до державної частини Музейного фонду України визначається Положенням про Музейний фонд України. Контроль за станом обліку, збереження, використання та переміщення державної частини Музейного фонду України здійснюється Міністерством культури і мистецтв України. Перелік музеїв (в тому числі музеїв системи Національної академії наук України, Українського товариства охорони пам'яток історії та культури, Педагогічного товариства України, інших самоврядних організацій), в яких зберігаються музейні колекції та музейні предмети, що є державною власністю і належать до державної частини Музейного фонду України, затверджується Кабінетом Міністрів України.